# 浦锦北路
31°07′17″N 121°28′43″E / 31.1213°N 121.4786°E
浦锦北路是中华人民共和国上海市的一条南北向道路，目前该道路南起江松路，北至闵行区-浦东新区区界接涵林路，全长158米，是一条跨区断头路。

## 概述

### 命名
浦江镇内的南北向道路以“浦”字开头，此向道路第二字从寓意美好、繁盛的文字中挑出，浦锦路即依此规律命名，北则取浦锦路向北延伸之意。

### 历史
2021年6月，在浦江社区详细规划中就有浦锦路北延的计划，但到2024年12月17日，上海轨道交通市域线机场联络线开通运营时，作为该线车站的三林南站配套道路衔接不畅。浦锦路以北仍有100多米的断头，断头处以北为菜田所取代，仅有一条不通的水泥便道，规划的老三林港桥仅修筑了浦东侧的一半，致使居民前往三林南站需绕行2.5公里。2025年1月10日，闵行区发展与改革委员会答复称年内可开工。2025年5月26日，经上海市闵行区规划和自然资源局核准，下发浦锦北路工程的规划许可证，即将开始建设，预计9月建成通车。道路建成后将构建起浦锦地区与三林地区的快速通道。